# إدارة هيويتينانغو
إدارة هيويتينانغو (بالإنجليزية: Huehuetenango Department)‏ هي إداراة في غواتيمالا، تتبع غواتيمالا، بلغ عدد سكانها 1205500 نسمة، في 2017، عاصمتها هویهويتينانكو، تبلغ مساحتها 7403.0 كيلومتر مربع، رمزها البريدي هو HUE.